# Francisco Javier Hidalgo Gómez
Francisco Javier Hidalgo Gómez (Sevilla, Andalusia, 30 de març de 1994), conegut esportivament com a Son, és un futbolista espanyol que juga com a lateral dret al PFC Ludogorets Razgrad.

## Trajectòria
Es va formar en les categories inferiors del CD Alcalá i a l'Hervar, amb el qual va marcar 16 punts en Divisió d'Honor juvenil. Més tard, va debutar en Segona Divisió B en les files del CD San Roque de Lepe. El seu bon rendiment li va obrir les portes per signar amb l'UCAM Murcia CF, que el va cedir al CF Villanovense a meitat de la temporada 2015-16.
Durant la temporada 2016-17 va disputar un total de 30 partits i va aconseguir marcar tres gols amb l'Atlètic Llevant en Segona Divisió B, encara que va haver de ser testimoni del descens del seu equip a Tercera.
L'estiu de 2017 va signar amb el Barakaldo CF, on va jugar 32 partits i va marcar 6 gols.
L'estiu de 2018 va fitxar per la SD Ponferradina per jugar en el grup I de la Segona Divisió B d'Espanya, amb la qual va realitzar un gran temporada aconseguint l'ascens a la Segona Divisió d'Espanya.
La temporada 2019-20 va debutar en la Segona Divisió d'Espanya amb el conjunt del Bierzo.
El 23 de juliol de 2020 es va fer oficial la seva tornada al Llevant UE després de signar per a les següents quatre temporades.
El 7 de juliol de 2023, Son es va traslladar a l'estranger per primera vegada en la seva carrera, signant un contracte amb el Ludogorets Razgrad a Bulgària.